# Woco
Woco ist eine weltweit tätige Unternehmensgruppe aus der Automobilbranche mit Sitz in Bad Soden-Salmünster im Main-Kinzig-Kreis in Hessen.

## Unternehmen
Woco wurde 1956 von Franz Josef Wolf gegründet. Als inhabergeführtes Familienunternehmen mit Sitz in Bad Soden-Salmünster und Produktions- und Vertriebsstätten in über 10 Ländern erzielte Woco im Jahre 2020 mit ca. 5000 Mitarbeitern einen Umsatz von 615 Millionen Euro.
Zu den Kernproduktfeldern im Automobilbau zählen Akustik, Aktuatorik und Polymersysteme. Woco entwickelt und produziert Komponenten, die den akustischen Komfort und die Sicherheit des Automobils verbessern sollen.
In der Industrie bietet Woco Produkte und Funktionslösungen für Anwendungen in industriellen Antivibrationssystemen, Mess- und Regelsystemen und Rohrleitungssystemen.